# Нассау (лунный кратер)
Кратер Нассау (лат. Nassau) — большой древний ударный кратер в южном полушарии обратной стороны Луны. Название присвоено в честь американского астронома Джейсона Нассау (1893—1965) и утверждено Международным астрономическим союзом в 1970 г. Образование кратера относится к нектарскому периоду.

## Описание кратера
Ближайшими соседями кратера являются кратер Ван де Грааф на западе; кратер Вертрегт на северо-западе; кратер Бергстранд на севере; кратер Де Фриз на северо-востоке; кратер Орлов на востоке; кратер Левенгук на юго-востоке и кратер Биркеланд на юго-западе. Селенографические координаты центра кратера 24°55′ ю. ш. 177°20′ в. д. / 24,91° ю. ш. 177,34° в. д., диаметр 75,8 км, глубина 2,8 км.
Кратер Нассау имеет циркулярную форму и значительно разрушен. Вал сглажен и отмечен множеством кратеров различного размера, юго-западная часть вала практически полностью разрушена. Высота вала над окружающей местностью 1330 м, объем кратера составляет приблизительно 5300 км³. Дно чаши плоское, вероятно выровнено лавой, в юго-западной части чаши от внутреннего склона вала отходит широкий короткий хребет. В северо-восточной части чаши находятся останки крупного кратера затопленного лавой так что над поверхностью выступает лишь узкая кромка вала. В центре чаши расположен небольшой приметный чашеобразный кратер. К южной части вала кратера Нассау примыкает несколько вихреподобных структур с высоким альбедо.

## Сателлитные кратеры
| Нассау | Координаты                                              | Диаметр, км |
| ------ | ------------------------------------------------------- | ----------- |
| D      | 23°40′ ю. ш. 179°23′ в. д. / 23,67° ю. ш. 179,38° в. д. | 63,8        |
| F      | 24°55′ ю. ш. 177°20′ в. д. / 24,91° ю. ш. 177,34° в. д. | 75,8        |
| Y      | 22°25′ ю. ш. 176°43′ в. д. / 22,41° ю. ш. 176,72° в. д. | 37,3        |

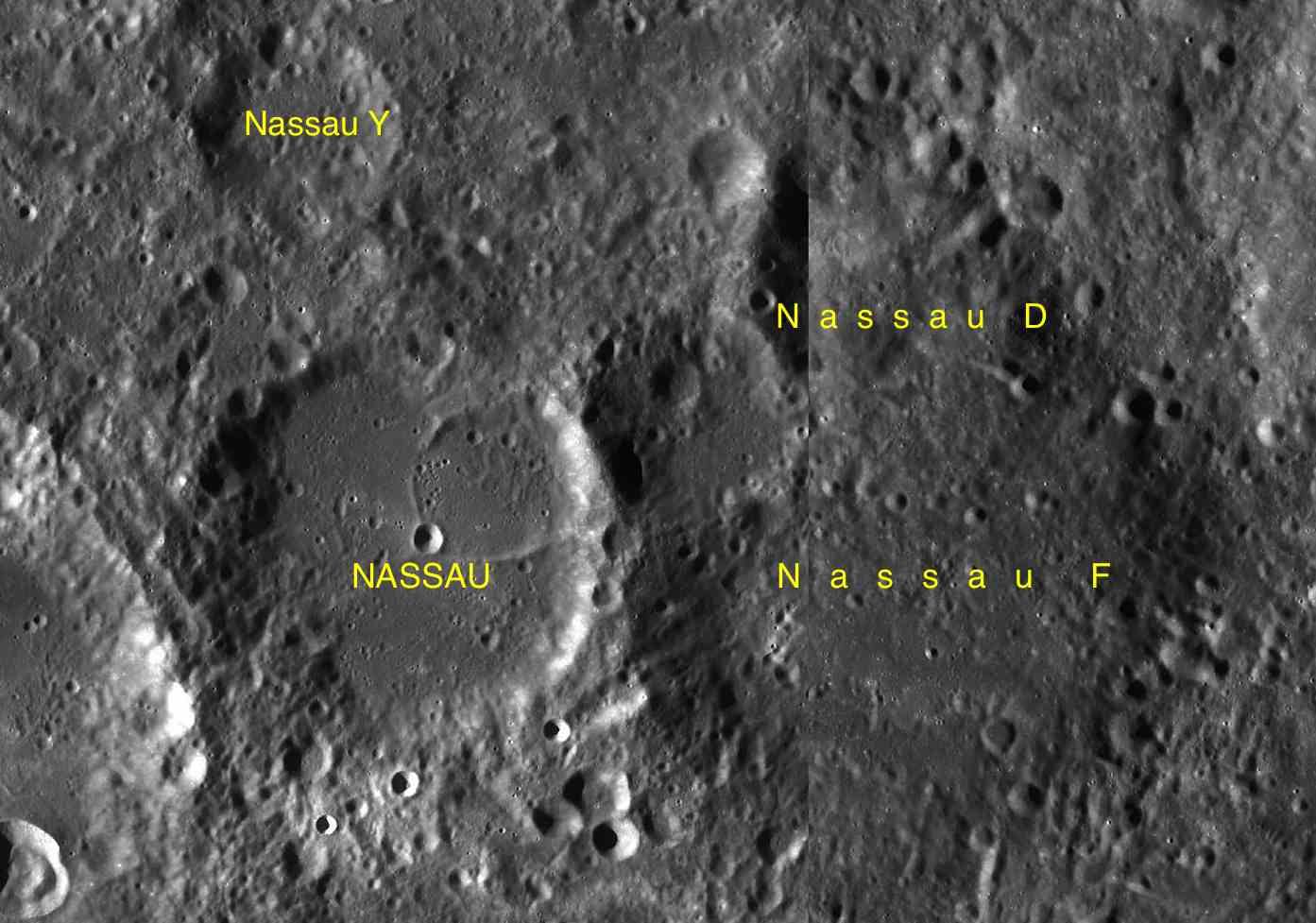
Фрагмент карты LAC-104.

- Образование сателлитных кратеров Нассау D и F относится к донектарскому периоду[1].